# Ormetica neira
Ormetica neira är en fjärilsart som beskrevs av William Schaus 1905. Ormetica neira ingår i släktet Ormetica och familjen björnspinnare. Inga underarter finns listade i Catalogue of Life.